# Marian Kuczyński (cichociemny)
Marian Michał Kuczyński pseud.: Zwrotnica, Nurek, Korwi” (ur. 26 lipca 1915 w Sasowie, zm. po 25 czerwca 1944) – podporucznik piechoty Polskich Sił Zbrojnych i Armii Krajowej, cichociemny.

## Życiorys
Był synem Juliana i Zofii z domu Sierakiewicz. W 1933 roku ukończył 6. klasę szkoły powszechnej i zaczął pracę w Straży Kolejowej, m.in. na stacji Lwów. W 1938 roku ukończył szkołę podoficerską w 6 Pułku Artylerii Ciężkiej we Lwowie.
W kampanii wrześniowej 1939 roku walczył w szeregach 12 Dywizjonu Artylerii Ciężkiej. 13 października przekroczył granicę polsko-rumuńską. W listopadzie znalazł się we Francji, gdzie został skierowany do Szkoły Podchorążych Piechoty w Camp de Coëtquidan. Następnie walczył w 3. kompanii 3 Pułku Grenadierów Śląskich. 17 czerwca był ranny, dostał się do niewoli niemieckiej i do 21 września 1941 roku przebywał w szpitalu w Niemczech, kiedy to uciekł do nieokupowanej Francji. Przedostał się przez Gibraltar (gdzie był 19 lipca 1942 roku) do Wielkiej Brytanii, gdzie przebywał od września 1942 roku do kwietnia 1944 roku. Służył w 16 kompanii warsztatowej 16 Samodzielnej Brygady Pancernej. 
Po przeszkoleniu ze specjalnością w dywersji został zaprzysiężony 4 sierpnia 1943 roku w Oddziale VI Sztabu Naczelnego Wodza i przeniesiony do Głównej Bazy Przerzutowej w Brindisi we Włoszech. Na stopień podporucznika został mianowany ze starszeństwem z 1 marca 1944 roku.
Został zrzucony w Polsce w nocy z 16 na 17 kwietnia 1944 roku w ramach operacji lotniczej o kryptonimie „Weller 12” dowodzonej przez kpt. naw. Edwarda Bohdanowicza i przydzielony do Ośrodka Dywersyjnego „Karol” w Drohobyczu działającego w strukturach Kedywu Obszaru Lwów AK na stanowisko dowódcy ośrodka (po „Osecie”).
Po aresztowaniu przez policję ukraińską, 25 czerwca 1944 roku w Drohobyczu i przekazaniu gestapo został rozstrzelany, albo otruł się w więzieniu w Drohobyczu lub w czasie transportu, do Lwowa.

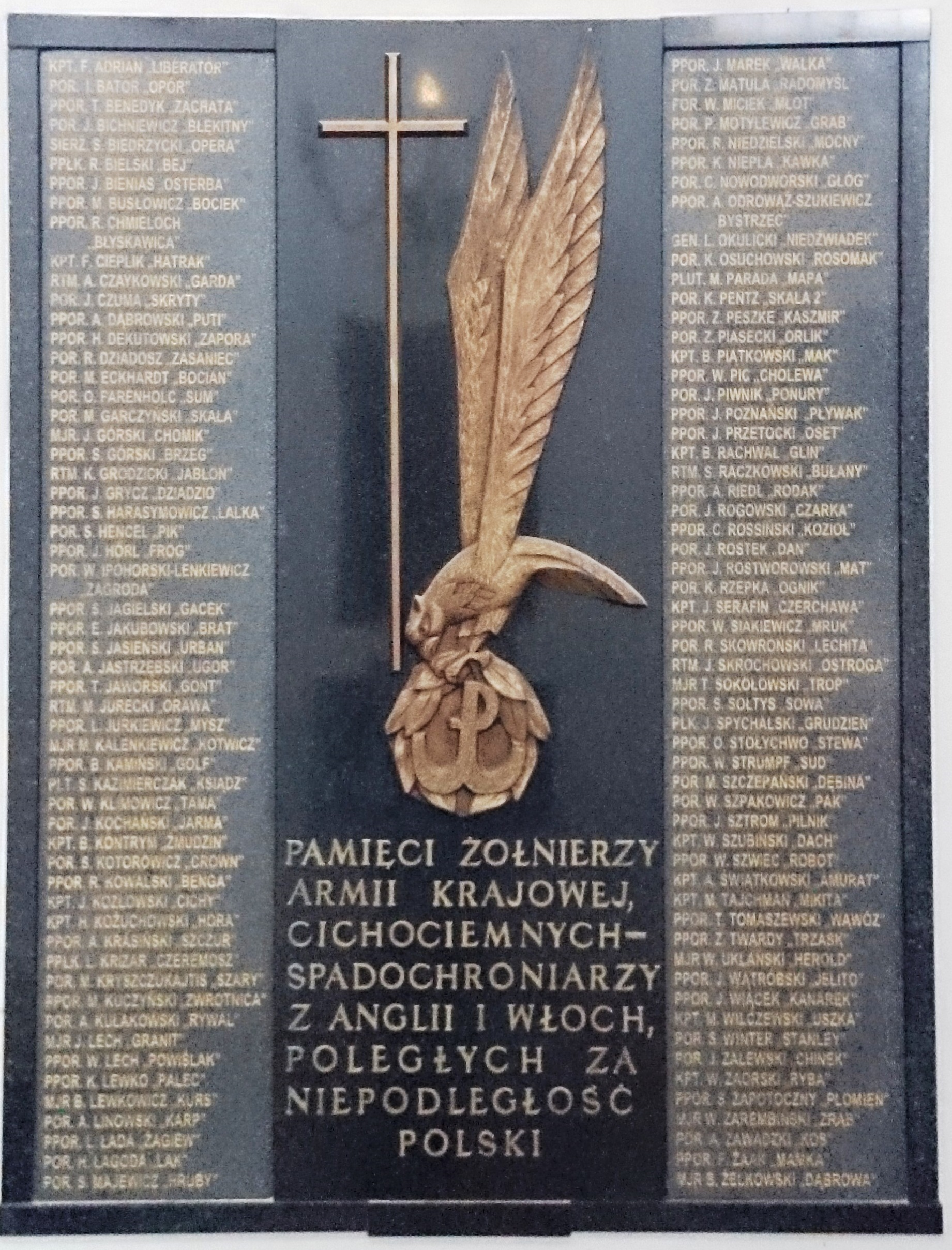
Tablica w kościele św. Jacka w Warszawie, upamiętniająca poległych cichociemnych, w tym Mariana Kuczyńskiego

## Odznaczenia
- Krzyż Walecznych – czterokrotnie, w tym trzykrotnie pośmiertnie.

## Upamiętnienie
W lewej nawie kościoła pw. św. Jacka przy ul. Freta w Warszawie odsłonięto w 1980 roku tablicę Pamięci żołnierzy Armii Krajowej, cichociemnych – spadochroniarzy z Anglii i Włoch, poległych za niepodległość Polski. Wśród wymienionych 110 poległych cichociemnych jest Marian Kuczyński.